# 玉巻映美
玉巻 映美（たままき えいみ、1992年9月25日 - ）は、毎日放送（MBS）のアナウンサー。

## 来歴
かつて商社に勤務していた実父の仕事の関係で、アメリカ合衆国ニューヨーク州ニューヨーク市にて出生した後、23年間で14回もの転居を経験。大阪府、東京都および奈良県のほか、ニューヨーク市、マサチューセッツ州ボストン市および中華人民共和国香港特別行政区でも暮らしていた。大阪教育大学附属高等学校池田校舎を卒業後、早稲田大学国際教養学部 に進学。 早稲田大学放送研究会に所属。早稲田大学在学中にも、1年間にわたって単身でアメリカ・ボストン大学へ留学していたため、日本語と英語を話せる。玉巻自身は、「大阪に住んでいた時期が最も長く、親戚も大阪に住んでいる」「最も愛着がある都市は大阪で、大阪弁も話せる」という理由 で、プロフィール上の出身地を大阪府に定めている。
早稲田大学卒業後の2015年、森本尚太・藤林温子と共に、アナウンサーとしてMBSへ入社した。入社直後は、新人研修の一環として、同期入社の社員14人と共に『痛快!明石家電視台』の「MBSアナウンサー大集合2015」を見学。その模様が2015年5月4日放送分のオープニングで紹介されたことから、森本・藤林と共に事実上の「番組デビュー」を果たした。
また、2015年7月15日（水曜日）には、浴衣姿で森本、藤林と共に『ちちんぷいぷい』へ初出演。同番組で「ちちんぷいぷい2015 話したくなる夏」（期間限定の特別企画シリーズ）を放送していた同年8月には、森本、藤林と交互に、「子どももしかめ選手権」（生中継による小学生向けのけん玉タイムトライアル企画）の進行役などを務めた。
ラジオでは、2015年10月から、『浅越ゴエのニュースターラジオ』の水曜日に出演。浅越ゴエ（ザ・プラン9）のパートナーとして、森本、藤林より先にラジオへのレギュラー出演を果たした。2016年には、当社、ABCラジオおよびラジオ大阪（OBC）の在阪民間中波ラジオ3社が超短波によるFM補完放送（ワイドFM）の本放送を3月19日から開始することに際して、当社代表の「ワイドFM大使」へ任命された。「大使」としては最年少（任命時点では唯一の新人）のアナウンサー ながら、任命を機に、ABCラジオ・OBCのレギュラー番組、3社共同制作の番組、および関連イベントへ随時出演している。
テレビでは、『メッセンジャーの○○は大丈夫なのか?』でアシスタントを務めるほか、『林先生が驚く初耳学!』にもVTRで随時出演。東大阪市花園ラグビー場で2015年末から2016年始にかけて開かれた第95回全国高等学校ラグビーフットボール大会の期間中には、ダイジェスト番組で「はじめての”聖地・花園”」（初出場校の取材企画）のリポーターを務めた。
2016年には、第88回選抜高等学校野球大会期間中のダイジェスト番組『みんなの甲子園』（MBSテレビ）で、メインキャスター・赤星憲広のアシスタントを藤林と共に2018年まで担当。4月改編からは、『せやねん!』（テレビ）『上泉雄一のええなぁ!』『それゆけ!メッセンジャー』（いずれもラジオ）など、複数の番組にレギュラーで出演している。2017年10月6日から2019年3月21日までは、『ちちんぷいぷい』（MBSテレビ）の金曜日で、アシスタントや「行けばわかるさ　絶景散歩」（ロケ企画）のリポーターを担当していた。
2019年1月からは、『プレバト!!』の第3代アシスタントとして、全国ネット番組に初めてレギュラーで出演。4月改編からは、『ちちんぷいぷい』『せやねん!』に代わって、『ミント!』（いずれもMBSテレビ）木・金曜日の「Newsミント」（関西ローカルニュースパート）で2021年3月までサブキャスターを務めた。
その一方で、2019年の夏に2歳年上の会社員と結婚。同年11月11日に、その旨を初めて公表した。結婚後も、旧姓の「玉巻」を放送上の名義に使用しながら、毎日放送のアナウンサーとして活動している。2021年には、「Newsミント!」のサブキャスターを3月26日の最終回まで務めた後に、翌週（4月3日）から『よんチャンTV』（前月で放送を終了した『ちちんぷいぷい』『ミント!』の後継番組）金曜分のアシスタントへ転じている。
なお、「新日本放送」時代の1959年3月1日からテレビ放送事業とラジオ放送事業を兼営してきた毎日放送は、2021年4月1日付でラジオ放送事業を「株式会社MBSラジオ」へ移管。毎日放送は移管を機にテレビ単営局へ移行したが、玉巻はアナウンス職のまま同社の総合編成局（移管を機に新設）へ在籍する一方で、株式会社MBSラジオが制作・放送する番組にも「MBSアナウンサー」として出演している。
『プレバト!!』にはテレビ単営局への移管後もアシスタントを務めてきたが、就任から3年3ヶ月後の2022年4月14日放送分で卒業（後任は後輩アナウンサーの清水麻椰）。同年12月10日に、第1子を懐妊していることを公表した。2023年3月6日から産前産後休暇へ入ることに伴って、『よんチャンTV』などの担当番組を、同年2月までに順次降板。妊娠9ヶ月の身で臨んだ「MBSアナウンサー　コトノハ　ものがたりの世界2023」（現職のアナウンサーから18名が出演した朗読イベントで3月5日に豊中市立文化芸術センターで昼夕2公演を開催）夕公演での群読（長田弘『最初の言葉』）が、休暇前最後の仕事になった。
2023年5月21日に第1子（女児）を出産したことを公表した後に、育児休暇を経て、2024年の3月下旬からアナウンサーとして職場に復帰。職場復帰のタイミングが『よんチャンTV』のリニューアルと重なったことを背景に、2024年3月26日からは、毎週火曜日に同番組の進行役（サブキャスター）を務める。

## 人物
- 趣味はミュージカルの鑑賞・サクソフォーンの演奏・ゴルフなどで、学生時代から『世界の中心で、愛をさけぶ』・綾瀬はるか・aikoのファンである。
- さくらんぼテレビ→北海道放送（HBC）アナウンサーの世永聖奈（立命館大学出身）は、大学生時代に通っていたアナウンススクールの同窓生で、毎日放送と同じJNN・JRN加盟局のHBCへ移籍してからも取材などで交流を続けている。
- 海外生活中に日本へ一時的に帰国した際に食べた天ぷらの味が忘れられないことから、毎日放送への入社後も、週に1回のペースで天ぷらを食べているという[13]。大学生時代には、スターバックスでアルバイトを経験。Instagram上に料理専用のアカウント（たまちゃん食堂）を開設するほど手料理も得意で、結婚後に食育アドバイザーや野菜ソムリエのライセンスを取得している。このように料理が好きなことから、『よんチャンTV』の金曜日では「もったいないレストラン」（食材の意外な調理法を紹介するロケ企画）のリポーターと進行も担当。料理研究家や他の野菜ソムリエなどから調理法を教わりながら、ロケ先の家族に料理を振る舞うシーンが毎回放送されている。
- 苔の鑑賞も好きで、毎日放送への入社を機に、自宅での栽培も開始[14][15]。その一方で、銀杏や金木犀の香りを感じ取れないほど嗅覚が弱いことを明かしている[16]。
- 毎日放送入社後の2016年1月9日には、同局および「年女（24歳）」の代表として、今宮戎神社（大阪市浪速区）の宝恵駕籠（ほえかご）行列で藤林と共に宝恵駕籠への搭乗を経験した[17]。
- 毎日放送への入社後最初に開設した公式ブログのタイトルには、名前（映美＝えいみ）にちなんだ学生時代からのニックネーム（エイミー）を入れた（#外部リンクを参照）。『浅越ゴエのニュースターラジオ』への出演を始めてからは、苗字にちなんで、共演者、スタッフ、リスナーから「たまっきー」とも呼ばれている。
- 『それゆけ!メッセンジャー』への出演開始を機に、言葉を噛む（滑らかに言えない）癖が頻繁に出ることを、メッセンジャーやリスナーなどから指摘。沖縄県の方言である「海人（うみんちゅ）」にちなんで「噛人（かみんちゅ）」というニックネームを付けられた[18][19] ほか、玉巻自身も「噛人」と称することがある。その一方で、先輩アナウンサーの西村麻子が声帯結節による発声障害で番組への出演を見合わせていた期間（2018年5月最終週 - 7月第1週）には、『上泉雄一のええなぁ!』水曜日以外の生放送番組（金曜日：『ちちんぷいぷい』、土曜日：『せやねん!』）へのレギュラー出演を続けながら、『VOICE』（MBSテレビ平日夕方の関西ローカルニュース番組）で西村が担当する曜日[注 2]のキャスターを務めていた。西村復帰後の同年8月からは、『ちちんぷいぷい』で金曜日のアシスタントを続けながら、2019年3月21日まで木曜日に報道系のロケ取材や中継リポートを担当していた[注 3]。2019年4月から、「Newsミント!」（『ミント!』の関西ローカルニュースパート）金曜日のサブキャスターに起用。2020年8月から「MBS NEWS」（毎日放送報道局運営）のYouTube公式チャンネルから配信される「お天気通信」（気象情報部が制作する気象解説動画シリーズ）の進行役、同年12月から2021年3月までは『次は〜新福島!=第4章・冬将軍=』（先輩アナウンサーの福島暢啓がパーソナリティを務めるMBSラジオの生ワイド番組）水曜日のニュースキャスターとしてニュース解説も担当していた。『よんチャンTV』には「Newsミント!」の流れを汲む関西ローカルニュースパートが組み込まれているため、スタジオ担当日にはこのパートでサブキャスターに相当する役割を担っている。

## 出演

### 現在
- MBSニュース（テレビ・ラジオとも） 
  - ラジオの定時ニュースについては、2017年1月から、一部の時間帯[注 4]で流れるタイトルコール・提供クレジットのアナウンス音源に玉巻の声が使われている。
    - 2020年度のナイターオフ期間（2020年12月 - 2021年3月）には、水曜日の19時台（『MBSヨル隊「メッセンジャーあいはらの夜はこれから!」』内）・21時台（『次は〜新福島!=第4章・冬将軍=』内）を定期的に担当。前述したように、「ニュースのジカン。」として放送される『次は〜新福島!』への内包分では、独自の取材などに基づくニュースの解説も任されていた。2021年4月から9月までは、藤林との隔週交代による宿直勤務で、テレビ・ラジオとも火曜深夜～水曜早朝のニュースを担当[注 5]。

毎日放送が在阪局でいち早く国際連合の「SDGメディア・コンパクト」へ参加していることを背景に、テレビ・ラジオ兼営局時代の2020年10月からは、国際連合が定める「SDGs17の目標」を啓発するアナウンサー企画にも参加している。
「SDGsのススメ」（2020年10月19日から2021年3月1日まで『ちちんぷいぷい』で毎週月曜日に放送されたロケ企画）では、『プレバト!!』や「Newsミント!」などへの出演と並行しながら、13番目の目標（「気候変動に具体的な対策を」）関連の取材を担当。『ちちんぷいぷい』『ミント!』の終了後は、後継番組の『よんチャンTV』内で5秒間放送される「みんなでやろう!SDGs」で、13番目の目標達成に向けた標語紹介のVTRに登場。

#### テレビ
- よんチャンTV（スタジオ担当→進行）
  - 金曜日担当：2021年4月2日 - 2022年9月
  - 木曜日担当：2022年4月 - 2023年2月2日
  - 水曜日担当：2022年10月 - 2023年2月1日
  - 火曜日担当：2024年3月26日 - 
    - 2022年12月までは、「もったいないレストラン」→「旬食材の現場」（前述）のリポーターを担当。第1子の懐妊に伴う産前産後休暇入りを前に、2023年2月2日（木曜日）放送分で出演をいったん終了した。第1子の出産を伴う産前産後休暇を経て、2024年3月26日から、火曜日の「進行（担当）」として出演を再開。

  - この他にも、スピンオフ番組の『土曜のよんチャンTV』（2021年度のみ放送）を含めて、一部の企画でナレーターを務めている。2022年度の平日版では、「スタジオ担当」ではない日に「5時ニュース」（番組内で午後5時前後に放送されるストレートニュース）限定で出演することもあった。

#### ラジオ
- TOROMI RADIO（2020年12月6日 - 、毎週日曜日16:30 - 17:00） - アシスタント
  - 料理を「音」で伝えることに主眼を置く大阪ガスの単独提供番組で、産前産後休暇の取得に伴う一時休演（2023年3月12日 - 2024年3月31日放送分）をはさんで、2024年4月7日放送分から出演を再開。

#### YouTube等
- MBSアナウンサー公式YouTubeチャンネル「ウラオモテレビ」
  - 毎日放送総合編成局アナウンスセンターでの業務の一環として制作されているYouTubeチャンネルで、2020年のチャンネル立ち上げ当時から制作スタッフの一員（アシスタントプロデューサー）を務めている[20]。
- MBSアナウンサー公式ポッドキャスト「とろっと、おんたま。」
  - ポッドキャスト版「ウラオモテレビ」として2024年8月2日に配信を開始したオリジナルポッドキャスト番組（毎週金曜日19:00頃に新作を配信）。同期の藤林温子と2人でぶっちゃけトークを繰り広げる。タイトルは煮え切らない感情を「吐露」するという意味と、2人の名前である温子の「温」と玉巻の「玉」を掛けている。

### 過去

#### テレビ
- ちちんぷいぷい
  - 「ちちんぷいぷい2015 話したくなる夏」の終了後は、同期入社の藤林・森本尚太が2015年10月改編からレギュラー陣へ加わっているのに対して、玉巻自身は2017年5月19日（金曜日）放送分の「行けばわかるさ　絶景散歩」でリポーターを務めるまで出演の機会がなかった。以降は、「絶景散歩」のリポーターや、「石田ジャーナル」（同年9月まで石田英司が進行と解説を担っていた報道系の特集コーナー）のナレーションなどを不定期で担当。
  - 先輩アナウンサーの前田阿希子が2017年9月30日付で毎日放送を退社したことを受けて、前田が退社の前日（9月29日）まで担当してきた金曜日のアシスタントと、「絶景散歩」のレギュラーリポーターを翌週（10月6日放送分）から引き継いでいる。「絶景散歩」については、他のレギュラー出演者や同僚アナウンサーがロケのリポーターを務める場合にも、スタジオ進行とロケVTRのナレーションを担当。2018年8月からは、木曜日でも報道系企画の取材リポーターを務めている。さらに、同年10月の南アフリカ共和国取材を皮切りに、「リアル世界くん」（海外取材企画）のリポーターを随時担当していた。
  - 『ミント!』の放送開始および、「絶景散歩」の終了に伴って、2019年3月22日放送分でアシスタントを降板した。ただし、降板後も特別企画へ随時出演。2020年6月第1週からニュースコーナーが14時台の後半で復活したことに伴って、「Newsミント!」を担当する木・金曜日に報道フロアから単独でニュースを伝えていた。2021年3月12日で番組自体を終了することを受けて、最後にニュースコーナーが編成された同月5日（いずれも金曜日）放送分まで出演。
- 全国高校ラグビーハイライト（前述）
- 吉本陸上競技会（2015年・2017年・2018年）
  - 会場進行と場内アナウンスを担当。2015年の第15回大会では、浅越などと共にリポーターも務めた。
- 選抜高等学校野球大会（2016年・2018年） - 決勝戦のテレビ中継で、阪神甲子園球場アルプススタンドからの応援リポートを担当。
- メッセンジャーの○○は大丈夫なのか?（2016年1月14日 - 2018年3月23日） - 番組開始当初からメッセンジャー (お笑いコンビ)と共に司会を務めてきたなるみの産前産後休暇を機に、バラエティ番組では初めて、レギュラーでアシスタントを担当。なるみが芸能活動を再開した2016年5月以降もアシスタントを続けたほか、検証ロケで身体を張ったリポートを披露することもあった。番組初のリニューアルを機に降板。
- みんなの甲子園 - 2016年から2018年までアシスタントとして出演
- 痛快!明石家電視台 - 2016年から2021年まで、「MBSアナウンサー大集合スペシャル」を放送する場合に、アナウンサーの1人として出演。
- せやねん!（2016年4月2日 - 2019年3月30日） - 第1部ナレーター・第2部パネリスト。
  - 第1部「今週の気になるお金」では、「マネーポリス」と称して、警官風の衣装でVTRリポーターも務めた。『ミント!』ニュースキャスターへの起用を機に、藤林へ交代。
- ケンゴローサーカス団　→　ケンゴロー（2016年7月26日 - 2017年3月28日）
  - 2016年4月の番組開始当初からレギュラーで出演している藤林と交互に、ロケ企画のアシスタントを担当。出演の際には、浜田雅功（ダウンタウン）を初めとする共演者から、苗字（玉巻）にちなんで「玉ちゃん」と呼ばれていた。
- VOICE （不定期）- 2018年5月から、他のレギュラー番組と重ならない平日に、取材リポートや女性のメインキャスター代理（前述）を担当。西村復帰後は担当を外れていたが、2019年3月29日の『最終回スペシャル』では、最後期のメインキャスターであった西とのコンビで進行役を務めた。
- 災害列島ニッポン　その時、何を信じれば（2018年10月7日） - 山陽放送・中国放送・あいテレビ（いずれも毎日放送と同じJNN加盟局）との共同制作による4局同時生放送方式の特別番組で、西と共に同番組のスタジオから進行。毎日放送担当分のロケ取材リポーターも兼務した。
- よんタメ（2021年4月1日 - 2023年2月） - 『よんチャンTV』内のエンタテインメント情報コーナーとの連動番組で、ナレーションを担当。
- 大阪マラソン生中継（2018・2019年 ）
  - MBSテレビ制作分の特別番組で、『ちちんぷいぷい』の総合司会を務める先輩アナウンサー（2018年は河田直也・2019年は山中真）と共にMCを担当[注 6]。
- ならピ!（奈良県文化会館 →　やまと郡山城ホールで2013年から年に1回開催中のピアノコンサート）
  - 2018年の第6回公演から担当している先輩アナウンサー・福島暢啓とのコンビで、2019年の第7回公演から、公演の司会やダイジェスト番組の進行を担当。玉巻自身も、奈良県内で生活していた小学生時代にピアノの弾き方を習っていたという。
- TOKIOテラス（2021年4月19日から日曜日の深夜に関西ローカルで月1回放送） - アシスタント
  - 国分太一（TOKIO）がMCを務める起業家との対談番組で、番組の開始当初に、後輩アナウンサーの清水麻椰・野嶋紗己子と月替わりで出演（最初の担当は2021年4月放送分）。
- 京都知新ジャーニー（2022年10月2日から12月18日まで毎週日曜日の6:20 - 6:30に放送） - ナビゲーター兼ナレーター

以下はいずれも、MBSテレビ制作・TBS系列の全国ネット番組。
- 林先生が驚く初耳学! - 「賢人」と称するメイン出演者・林修の知識を問う目的で出題する「初耳ネタ」のVTRで、随時リポーターを担当。
- 月曜名作劇場「みなと署落とし物係 秘密捜査官 危険な二人」[21]（2017年3月6日）
  - エコノミストの京極龍園（演：佐野史郎）が謎の死を遂げた講演会場からの中継リポーター役で、テレビドラマに初めて出演。
- ツウぶってる芸能人はリアル通?芸能界スッカスカ博覧会（2017年9月26日、リポーター）
  - 浜田がMC、藤林がアシスタントを担当した番組で、「京都通芸能人」の1人として出演したかたせ梨乃の京都ロケに同行。
- プレバト!!（第3代アシスタント） 
  - 毎日放送のアナウンサーから初めてアシスタントに起用されていた豊崎由里絵（当時の先輩アナウンサー）が第1子の懐妊を機に産前産後休暇へ入ったことを受けて、2019年1月10日から2022年4月14日まで浜田のアシスタントを再び担当。毎日放送では2019年4月から2021年3月まで前枠に『ミント!』が編成されていたため、放送上は2番組連続で登場していた[注 7]。

以下はいずれも、TBSテレビ制作の全国ネット番組。
- あさチャン!
  - 通常は、前述した宿直勤務の一環で、番組内の関西ローカルニュースを担当。
  - 2015年11月24日（火曜日）放送分では、毎日放送のサービスエリア・京都市内にある東福寺境内からの全国向け生中継で、「あさチャン!天気」（天気予報コーナー）に登場した[22]。
- リオデジャネイロオリンピック・女子マラソン中継（2016年8月14日）
  - 日本代表として出場した伊藤舞の地元・奈良市に設けられたパブリックビューイング会場からの生中継で、リポーターを担当[23]。
- 音楽の日（2017年7月15日）
  - 京都市内にある平安神宮からの生中継へ、香西かおり・水谷千重子と共に出演。
- サントリー1万人の第九（2017・2018年） 
  - 2017年12月3日に大阪城ホールで開かれた第35回公演の同時進行ドキュメント番組『1万人の第九2017～日本中の想いが集う日～』（MBSテレビ制作・TBS系列12局ネット、TBSなどの基幹5局およびIBC岩手放送では2017年12月23日に同時ネットで放送）で、「1万人の第九合唱団」へ参加した中学生2名に対するホール内での取材リポートを担当（参考）。翌2018年6月10日の25:25 - 26:20に関西ローカルで放送された派生番組『海を越えた感動　1万人の第九特別編2018』でも、ナレーターに起用された。同年の第36回公演では、羽鳥慎一とのコンビで、豊崎に代わって公演の司会・進行役も担当。
- 森田さんのニッポンの初日の出（2018年1月1日）
  - 日本万国博覧会（1970年開催）でのコンパニオン風の衣装[注 8]で、万博記念公園（大阪府吹田市）からの生中継リポートを担当[24]。
- ミント!（2019年4月3日 - 2020年3月26日）
  - 「Newsミント!」（2019年3月29日で終了した『VOICE』を引き継ぐ関西ローカルニュースパート）で、木・金曜日[注 9]のサブキャスターを担当。同番組での代役出演中と同じく、先輩アナウンサーの西靖とコンビを組む一方で、「真相R」（木曜日の特集）の進行や「ニュースの数字」（金曜日の特集）の取材リポートを単独で任されていた。月 - 水曜日でも、「ニュースの数字」向けの取材や東京都内での『プレバト!!』の収録などと重ならない場合には、中継リポートを随時担当。
  - 『おうちにいようよ（→あしたのために） ちちんぷいぷい&ミント!』（新型コロナウイルスへの感染拡大防止策の一環で2020年4月20日から5月29日まで編成）では、「Newsミント!」の水 - 金曜日でサブキャスターを任されているほか、「聞いてよ山中!今日の拡散希望さん」（先輩アナウンサーの山中真がMCを務める月・火曜日の特別企画）で火曜分のVTRナレーションを担当。『あしたのために - 』の放送期間終了・『ミント!』内での放送再開後も、「Newsミント!」での担当曜日を水 - 金曜日に据え置いていた。
  - 「Newsミント!」を除く関西ローカルパートは2021年3月5日で放送を終了したが、「Newsミント!」自体は単独番組として同月26日（いずれも金曜日）まで放送を続けたことに伴って、最終回までサブキャスターを担当。
- コトノハ図鑑→「へぇ～のコトノハ」（不定期）
  - 所属する毎日放送アナウンサー室の企画で、2018年7月から2020年3月まで『コトノハ図鑑』（事前収録のレギュラー番組）として放送された後に、2020年4月から2021年3月まで「へぇ～のコトノハ」（『ちちんぷいぷい』月・水曜日→水曜日のレギュラーコーナー）へ移行。2018年4月28日に放送された『コトノハ図鑑』のパイロット版では、森本尚太・藤林と共に進行役を任された。
  - 「へぇ～のコトノハ」については、「Newsミント!」のキャスターを担当しない日に放送されていたため、『コトノハ図鑑』に続いて調査ロケやスタジオ報告を随時担当。第1回（2020年3月30日放送分「京都人の会話術」）では、先輩アナウンサー・武川智美とのコンビでロケ取材を担当したほか、取材の模様を単独で報告した。
- ONE NUMBER（2021年3月20日 - 2022年3月2日、水曜日の1:29 - 1:59で月に1回放送） - ナレーター
- dai-docoro☆ベジタ!（2022年4月10日 - 7月?） - 「ベジミちゃん」（アスパラガスをあしらったアニメキャラクター）の声
  - 鈴木浩治（シェフ）・関宏美（野菜ソムリエ）出演の料理番組（ダイエー神戸三宮店での収録番組）で、制作局の毎日放送では毎週日曜日の11:40 - 11:45（関西ローカル）、TBSテレビでは同12:54 - 13:00（関東ローカル）、BS-TBSでは同13:54 - 14:00に放送。
  - 関西ローカルでの番組開始（2017年10月1日）以来「ベジ子ちゃん」（トマトをあしらったアニメキャラクター）に扮してナレーションを付けてきた藤林が、体調不良を理由に2022年の3月下旬から毎日放送を休職していたことを受けての起用で、「ベジミちゃん」には「ベジコちゃん」の姉』という設定が為されていた。なお、藤林の復職後は「ベジ子ちゃん」によるナレーションが復活。

以下の番組には、「ワイドFM大使」として出演。
- キャスト（2016年3月14日、ABCテレビ）
- with Tigers MBSベースボールパーク（2016年9月6日、MBSテレビ）
  - 当日が「MBSラジオの日」（日本記念日協会認定の記念日）になったことから、阪神タイガース対読売ジャイアンツ戦（阪神甲子園球場のナイトゲーム）全国ネット中継の関西ローカル向け副音声にゲストで出演。テレビ・ラジオを通じて、プロ野球中継に初めて登場した。

#### ラジオ
- 浅越ゴエのニュースターラジオ（2015年度のナイターオフ期間限定番組） - 水曜パートナー
  - メインパーソナリティの浅越ゴエ（ザ・プラン9）とは、放送期間の終了後も、MBSラジオの他番組（2018年の『玉巻映美のすこ〜し愛して♥』など）で随時共演している。
- アキナ・大吉洋平の「週刊ヤングマンデー」（2016年2月22日） - 海外取材で休演した大吉洋平に代わって、パーソナリティ代理を担当[25]。『アキナ・玉巻映美の「週刊ヤングマンデー」』というタイトルで放送した。
- それゆけ!メッセンジャー（2016年4月9日 - 2017年9月30日）[注 10]
  - 以前から出演している六車奈々・川岸ゆか、武川智美と交代でアシスタントを担当。
- 上泉雄一のええなぁ!（2016年4月13日 - 2018年9月）
  - レギュラーへの起用当初は、福本晋悟や同期の藤林と交互に、「知ってええなぁ!ちなみNEWS」（16時台）水曜日の進行を担当。2017年4月14日からは、当時アシスタントを『それゆけ!メッセンジャー』を収録する金曜日でも、同番組へ出演しない週などで藤林と交互に「ちなみNEWS」の進行役を務めていた。
  - 2017年10月5日からは、出演曜日を木曜日へ絞るとともに、「ちなみNEWS」と「発令!テンション下がる注意報」（いずれも16時台）の進行を森本尚太・金山泉と交互に担当。2018年4月からは、基本として水曜日の「ちなみNEWS」に出演していた[注 11]。
  - レギュラー陣へ加わる前の2015年9月14日[注 12]と、レギュラー出演開始後の2016年11月7日（いずれも月曜日）[注 13]には、休暇中の前田に代わってコーナー進行を担当。上泉が夏季休暇に入っていた2017年9月13日（水曜日）には、『玉巻映美のええなぁ!』と改題したうえで、パーソナリティ代理を初めて務めた。
  - 「Newsミント!」のサブキャスターへ起用された2019・2020年度にも、他番組の担当と重ならない日に、コーナーレギュラーの代理や特別番組の進行役を務めることがあった。
- 北野誠の茶屋町怪談 - 「2016」（2016年8月14日深夜放送分）から「2018夏」（2018年8月13日深夜放送分）まで進行役として出演。「2019年夏」（2019年7月14日深夜放送分）で復帰したが、「2020年夏」（2020年7月27日）以降の放送分では他の女性アナウンサー（藤林や清水麻椰）が進行役を引き継いでいる。
- スマラジw火曜日「メッセンジャーあいはらの夜はこれから!」（2016年11月8日） - パーソナリティのメッセンジャーあいはらと当時『それゆけ!メッセンジャー』で共演していた縁で、イタリアでのイベント出演などで休演した前田に代わってアシスタントを担当。
- MBSラジオ65年物語（2016年7月4日 - 9月4日） - 大吉とのコンビで、「Thank you! Happy today!～MBSラジオのうた～」（つんく♂の作曲によるMBSラジオ65周年記念ステーションソング）に関するインフォマーシャルを担当。
- MBSラジオ 100年への物語（2016年10月2日 - 12月25日） - 藤林・森本尚太と交互に出演
- スマラジw金曜日「ナジャとアナの虹色レインボー」（2017年1月27日、パートナー）
  - 関連番組『ナジャ・グランディーバのレツゴーサタデー』でも、初回放送分（2017年4月15日）にパートナーとして出演。
- おとなの駄菓子屋（2017年2月12日） - 藤林と共にゲスト出演。『ちちんぷいぷい』の初代総合司会を務めたパーソナリティの角淳一（毎日放送出身のフリーアナウンサー）と、テレビ・ラジオ番組を通じて初めての共演を果たした。
- 尼神インターのすこ〜し愛して♡♡♡♡♡（2017年4月2日、コーナーゲスト）
- ○月○日はじまりました（2017年4月 - 2018年3月） - 森本尚太・藤林と交互に、週替わりでパーソナリティを担当。番組の最終週（2018年3月28日 - 30日）にも、単独でパーソナリティを務めた。
- 子守康範　朝からてんコモリ!
  - 通常は、シフト勤務の一環で、番組内の『MBSニュース』を随時担当。2017年の夏季からは、本来のアシスタントが休演する場合に、アシスタント代理を務めることがあった[注 14]。
- シャンプーハットてつじの聴くグルメ!!ごちそうの時間♪（2017年12月28日）
- 次は～新福島!スペシャル　七福神もビックリ!”福”島のぶひろのふるまい大新年会!（2018年1月1日）
  - 前述した『森田さんのニッポンの初日の出』に続く生放送番組で、「玉巻映美の平成30年はじまりました」（『○月○日はじまりました』の生放送版）など、一部コーナーの進行を担当。
- かけましておめでとう!私の“人生最大のヒット曲”スペシャル（2018年1月2日の10:30 - 18:00に生放送）
  - 浅越・ヤナギブソン（いずれもザ・プラン9）および大平サブローがパーソナリティを務めた特別番組で、豊崎と交互にアシスタントとして出演[注 15]。
- あどりぶラヂオ
  - 2018年5月23日放送分で、「玉巻映美の聞けばわかるさ!想像散歩」（事前収録によるワンマンDJ形式の冠コーナー）を担当。以降も、水曜放送分の収録コーナーに不定期で出演していた。 2019年3月22日（金曜日）放送分では、『ちちんぷいぷい』内でリポートを担当してきた「行けばわかるさ　絶景散歩」が同日で終了することに関連した企画で、本編のパーソナリティを担当。
- ヤングタウン日曜日（不定期）
  - 福島が毎週アシスタントを務めていた2021年3月まで、福島が休演する場合にアシスタント代理として出演。福島が出演する場合にも、ゲスト扱いで登場することがあった。
- こちら茶屋町お天気部!（2020年度のナイターオフ版にのみ出演）
- 新・りえ○のトレンドジャンキー（2021年1月から12月まで毎週日曜日の深夜に放送） - 不定期で出演
- 関宏美のラジオ♬ベジタ〜あなたと野菜と音楽と〜（毎週土曜日7:30 - 8:00） 
  - 「『dai-docoro☆ベジタ!』のラジオ版」と言える番組で、『dai-docoro☆ベジタ!』の「ベジミちゃん」と同様の経緯から、藤林の休職期間中に収録された2022年4月 - 7月9日放送分でアシスタントを担当[注 16]。
- 福島のぶひろの、金曜でいいんじゃない?
  - 放送の時間帯が『ミント!』や『よんチャンTV』と重なることから、『よんチャンTV』で金曜日のスタジオ担当を外れた2022年4月から、番組内の定時ニュース（15時台の「MBSニュース」や17時台の「ネットワークトゥデイ」）をシフト勤務の一環で随時担当。MBSラジオが制作する生放送番組としては、2023年2月17日の17時台（「ネットワークトゥデイ」より前の時間帯）に放送された「週末ですよー!」が、産前産後休暇前で最後の出演になった（当日は「週末案内人」として野菜の魅力を紹介）。

以下の番組にはいずれも、不定期で出演。
- 松井愛のすこ〜し愛して♥
  - 通常は、シフト勤務の一環で、番組内の『MBSニュース』を随時担当。メインパーソナリティの松井愛が夏季休暇に入っていた2018年8月14日放送分では、『玉巻映美のすこ〜し愛して♥』と改題したうえで、メインパーソナリティ代理を初めて務めた。
- コトノハ
  - 「コトノハ」（言葉）にこだわった毎日放送アナウンサー室制作の事前収録番組で、2021年10月4日から毎週月曜日の21:45 - 22:00に放送。

以下はいずれも、「ワイドFM大使」として出演したABC・OBC制作の番組、および両局との共同制作による特別番組。
- よなよな…月曜日（ABCラジオ、2016年3月7日）[注 17]
- モーニングライダー! 藤川貴央です（OBC、2016年3月9日）
- ドッキリ!ハッキリ!三代澤康司です（ABCラジオ、2016年3月14日）
- ほんまもん!原田年晴です（OBC、2016年3月14日）
- ほんまもんのワイドFMをハッキリ愛して（2016年3月19日） - ABC・OBCとの共同制作によるワイドFM開始記念特別番組で、3局同時に生放送。
- 乾・藤川・玉巻のラブリー・レディオ（2017年3月） - ワイドFM本放送開始1周年を記念したABC・OBCとの共同制作・事前収録番組で、MBSでは25日の17:08 - 17:38に放送[26]。

この他にも、ラジオCMのナレーションを多数担当。一部のCMは、TBSラジオを通じて関東地方にも流れている。

#### 舞台公演
- 女子アナ新喜劇　～女だらけの新喜劇　第3弾～[27]（2016年10月3日・7日、なんばグランド花月） - 前田阿希子・松井愛と交互に、「女子アナゲスト」として出演。

## 連載コラム
- MBS玉巻映美のレッツ　ベジ食ブル!（『スポーツニッポン』大阪本社発行の関西版で2022年10月 - 2023年3月の毎月第3水曜日に掲載）